# Alcorisa

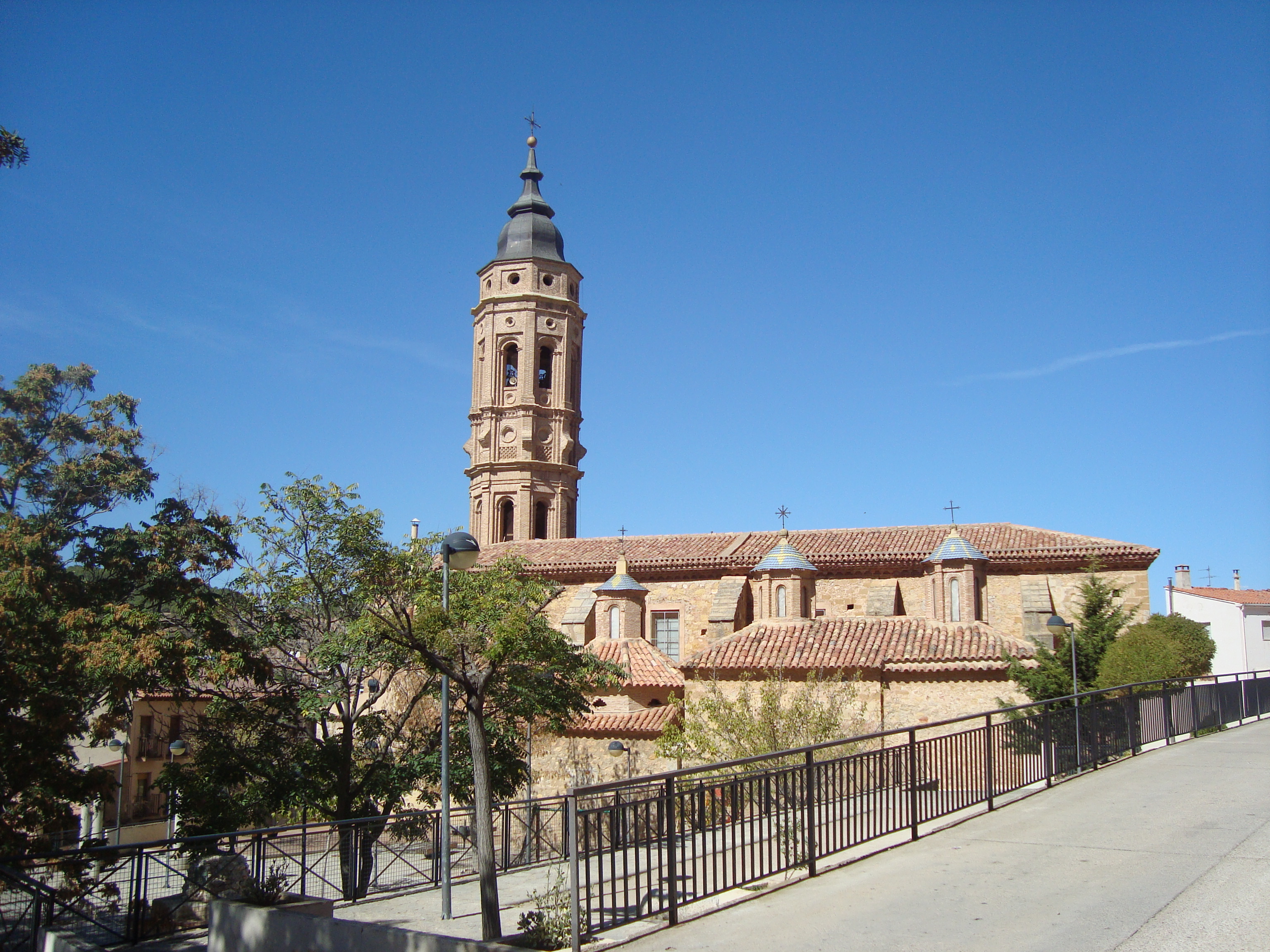
Alcorisa.

Alcorisa est une commune espagnole de la province de Teruel, communauté autonome d'Aragon et du Bas Aragón.
Alcorisa compte 3 413 habitants (recensement de 2017) et a une superficie de 121,20 km2. Elle englobe aussi l'entité de population de La Vega (Teruel).

## Situation et climat
Alcorisa est située à 632 mètres d'altitude, dans la partie nord-est de la province de Teruel, à l'extrême ouest de la région historique du Bas Aragon (Bajo Aragón). Elle appartient donc à la région officielle actuelle du Bajo Aragón avec sa capitale à Alcañiz, qui se trouve à seulement 33 km. Alcorisa est aussi à égale distance de Saragosse, et de Teruel et de la côte méditerranéenne (environ 120 km), dont l'influence se fait sentir dans le paysage qui l'entoure. Elle est située au pied de la montagne ibérique, non loin des hautes terres du centre et du sud de la province de Teruel. La rivière Guadalopillo, un affluent du Guadalope, coule dans la plate-forme calcaire à travers des fosses tertiaires excavées. Le mélange de sierras calcaires et de fosses d'argile, où les strates qui apparaissent encore forment un chapelet de monticules compliqués, est la composante essentielle du sol d'Alcorisa. Sa température moyenne annuelle est de 12,6 °C et sa pluviométrie annuelle est de 510 mm.

## Végétation
L'olivier est l'arbre emblématique de la région. Les nouvelles cultures ont presque complètement effacé les vieilles vignes et les amandiers ont partiellement remplacées les oliveraies. Dans la zone de Vega, les vergers sont mélangés à des peupliers. Dans les hautes terres, vous pouvez trouver de petites forêts de pins méditerranéens. Il y a aussi des genévriers et des restes de vieux chênes verts, ainsi que des buissons et des plantes aromatiques (thym, lavande, romarin...)

## Histoire
La plus ancienne colonie connue de cette ville date de la fin du néolithique ou de l'énéolithique, après que l'on a trouvé des ateliers de silex tels que ceux des Estancos et de Cabezo de la Vega. Cependant, la colonie la plus abondante a eu lieu à l'époque ibérique, alors que cette région était habitée par les Sedetanos - comme en témoigne le grand nombre de sites, mettant en évidence parmi eux celui de Cabezo de La Guardia. Depuis l'époque romaine, il existe également des gisements importants, comme celui situé au pied du Cabezo de La Guardia.
Pendant la période musulmane, Alcorisa faisait partie de l'implantation musulmane supérieure, avec un centre à Saragosse. À l'origine, la municipalité a reçu le nom d'Alkol, de l'arabe Al-Kura, en référence aux fermes. L'origine de son nom actuel, Alcorisa, n'est pas claire, bien qu'elle semble provenir d’alcor, en référence aux nombreuses collines de la région. Après la reconquête, la ville faisait partie d'une donation faite par Alphonse II à l'ordre de Calatrava (1179) et fut incluse, en 1263, dans le district d'Alcañiz.

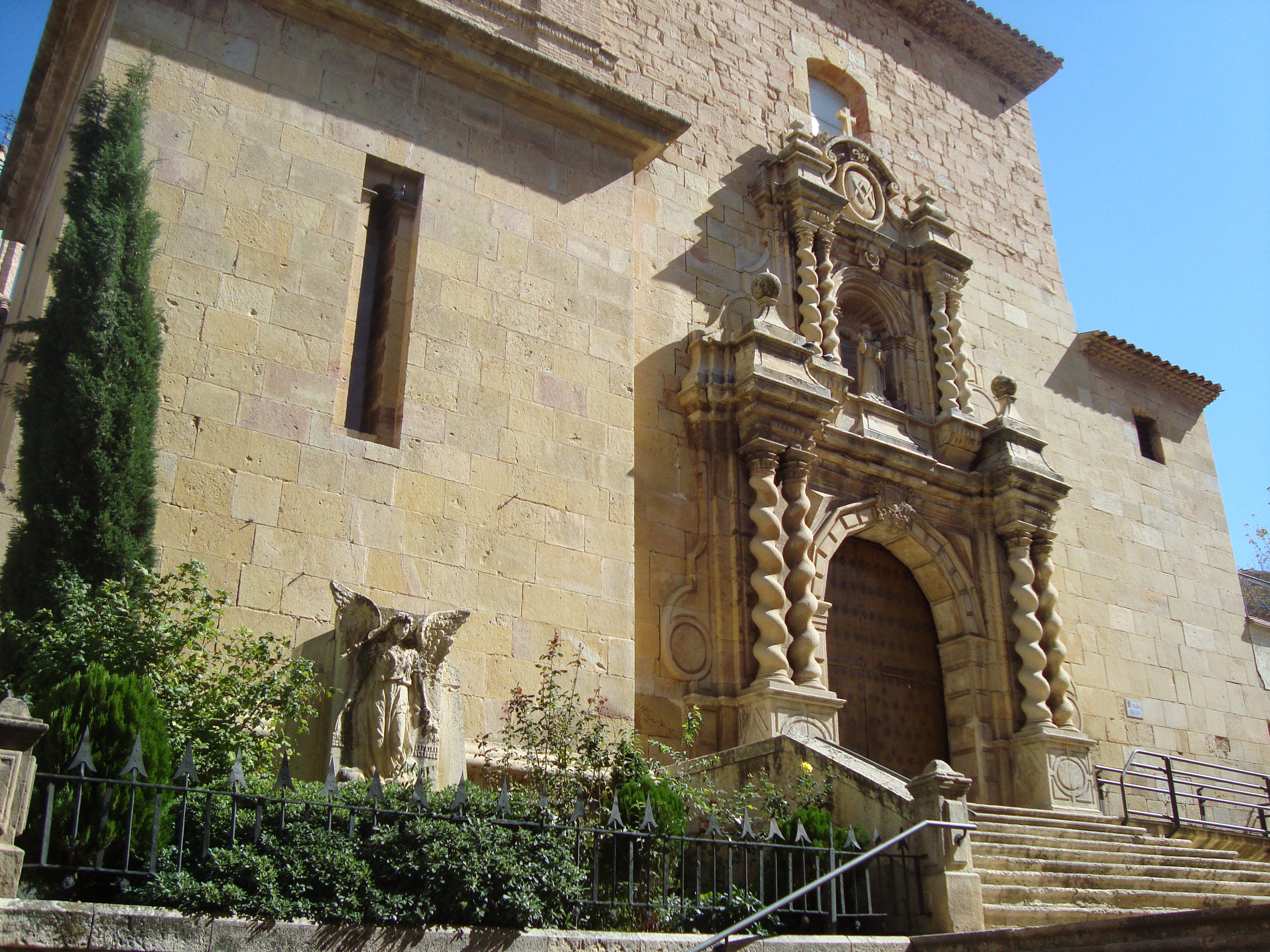
Iglesia parroquial de Santa María la Mayor, Alcorisa.

Dans l'ère moderne deux dates marquent l'histoire de Alcorisa: le 14 mars, 1601, quand Felipe III accorde le village de Alcorisa le titre de Villa Real (ville royale) et le 23 mai 1738, quand Felipe V lui attribue le titre de Fiel y Muy Ilustre (Fidèle et Très Illustre) avec la fleur de lis, symbole qui occupe l'une des cases de son bouclier actuel. Cette dernière concession a récompensé l'accession d'Alcorisa à la cause des Bourbons pendant la guerre de Succession. Ce soutien a été dirigé par Don Pedro Cebrián Ballester, connu sous le nom d’El reyecico de Aragón, qui a organisé les forces populaires pour lutter en faveur de Felipe V.
Le XVIIIe siècle a été marqué par une période de prospérité pour la ville, comme en témoignent une importante activité de poterie et une augmentation de la population. Néanmoins, les guerres carlistes ont causé de grands dégâts dans la localité. En mai 1834, les partisans de Carlos María Isidro de Borbón au contrôle de Quílez ne purent pénétrer dans Alcorisa, mais au prix d'un nombre considérable de victimes; attaquée de nouveau le 29 juin 1836, la population résiste si durement, que les partisans ne parviennent pas à la prendre, mais plus de 300 maisons sont incendiées et beaucoup sont cambriolées et pillées. Des années plus tard, Pascual Madoz dans son Dictionnaire historique et géographique de l'Espagne 1845, décrit Alcorisa ainsi : « Dans une plaine au pied de deux énormes masses de maisons en pierre d'almendrilla [ … ] Il a 400 maisons de peu de goût dans leur architecture, dont 120 ruinées par les effets de la guerre civile [ … ] Malgré ce qui précède, les gens d'Alcorisa forment une population colorée. »
Pendant la guerre civile espagnole (1936-1939), les Alcorisanos ont subi les effets de deux répressions: au début de la guerre, quand des milices libertaire anti-fasciste tuèrent 77 personnes accusées d'appartenir au camp nationaliste (franquiste) puis l'occupation Franquiste de la population (17 mars 1938), vit une répression dirigée par le chef de la Phalange locale et des massacres de civils.
Tout au long du XXe siècle, Alcorisa devient un point de communication qui relie le Bajo Aragón au sud de la province de Teruel. Les possibilités économiques tirées de l'exploitation minière dans la région ont transformé la municipalité en centre de services, ce qui a entraîné une transformation substantielle de l'économie et stimulé l'augmentation démographique.

## Patrimoine

### Patrimoine archéologique
On peut visiter le site de Cabezo de la Guardia, situé sur une petite colline près du confluent des rivières Alchoza et Guadalopillo. Les vestiges découverts correspondent à des maisons et des espaces à plan rectangulaire, ainsi qu'à une grande tour circulaire; les vestiges d'une éventuelle enceinte défensive sont également conservés. En outre, une partie des bains romains ont été excavés dans les champs voisins. Les vestiges de la période ibérique datent des siècles VIe à VIe siècle av. J.-C. et le Ier siècle. Les vestiges de l'occupation romaine au pied de la colline ont été datés du IIIe siècle.

### Patrimoine historique
L'église paroissiale, dédiée à la Vierge de l'Assomption, a été construite en plusieurs phases, la première commençant à la fin du XIVe siècle.
Mais son aspect actuel est le travail de l'extension commencée en 1688. C'est un bâtiment de trois nefs avec des chapelles latérales et un clocher droit. Le presbytère, configuré comme une extension de la nef centrale, est recouvert d'une voûte étoilée. Dehors, la couverture est placée au pied du temple. C'est une église baroque et probablement due au travail de tailleurs de pierre français. La monumentalité de son clocher, du XVIIIe siècle, a des réminiscences mudéjar. L'ensemble a été déclaré bien culturel en 2002.
L'église de San Sebastián est un temple du XVIIIe siècle à la façade propre et austère. Actuellement, il abrite le centre d'interprétation de la semaine sainte, le musée de l'école rurale et le centre d'accueil de la route des Ibères. Une autre église, celle de San Pascual, appartenant à un ancien couvent d'Alcantarinos et un séminaire ultérieur, date également de la même époque, s'inspirant de l'église du Saint de Villarreal (Castellón).
Alcorisa a de nombreux ermitages, tels que ceux de San Juan et de San Bernabé. En relation étroite avec la semaine sainte l'ermitage du calvaire, a un temple du XVIIe siècle qui se lève au plus haut point de la municipalité. L'architecture baroque, se compose d'une seule nef avec deux chapelles latérales; la façade, la base et les coins du bâtiment sont en pierre, tandis que le reste est en brique. De plus, l'environnement présente un grand intérêt pour le paysage, avec un point de vue sur toute la région.
En termes d’architecture civile, en tant qu’ensemble architectural, la place à arcades de l’hôtel de ville se distingue, bien que seule la couverture reste de celle-ci. À gauche de la mairie se trouve la maison du Daudén, avec le plus ancien bouclier de la population. La rue principale traverse une partie de l'ancien quartier et en elle se trouve la maison-palais du Baron de la Linde, édifice de style aragonais populaire, avec des arcs en partie supérieurs et une maçonnerie et des briques.
Alcorisa a également une arène de Toros particulière, construite entre les collines.

### Patrimoine culturel
Le centre des visiteurs de la Route des Ibères est un musée consacré à la culture ibérique où un four ibérique grandeur nature a été recréé avec des pièces en céramique préparées pour la cuisine. De même, une reproduction exacte du célèbre kalathos (pièce en céramique) de La Guardia y est exposée.

### Patrimoine naturel
Dans les environs d'Alcorisa se trouve le réservoir Gallipuén, entre les ravins et les canyons, d'où l'on peut voir des vues intéressantes. Achevé en 1927, il a été construit pour l'irrigation. Cependant, il est possible de se baigner, de pêcher ou de pratiquer des sports nautiques.
Dans la même localité se trouve le jadins de riches indigènes Geologo Juan Paricio avec des échantillons représentatifs de roches et de fossiles de la géologie régionale. C'est une exposition en plein air de la géologie de la région, à travers une sélection de roches et de fossiles réalisée par le géologue Luis Moliner Oliveros, avec la collaboration de la municipalité et du géoparc du Maestrazgo. Le site comporte 14 roches différentes, d'origine marine ou continentale, certaines avec des fossiles, qui représentent l'histoire géologique de la région depuis 210 millions d'années, et les panneaux explicatifs correspondants.

## Démographie
Le recensement de 1857 donne une population de 2 556 habitants pour Alcorisa. Appartenant à l'époque à la région de Castellote, c'était la ville la plus peuplée du chef-lieu. En 2014, la population de la ville s'élevait à 3 433 habitants.

## Vie politique

### Derniers maires d'Alcorisa
- 1979-1983 Santiago Garcés Baquero UCD
- 1983-1987 José Ángel Azuara Carod PP
- 1987-1991 José Ángel Azuara Carod PP
- 1991-1995 José Ángel Azuara Carod PP
- 1995-1999 José Ángel Azuara Carod PP
- 1999-2003 José Ángel Azuara Carod PP
- 2003-2007 Ricardo Sesé PSOE
- 2007-2011 José Antonio Burriel Alloza PP
- 2011-2015 Julia Vicente Lapuente PSOE
- 2015-à ce jour Julia Vicente Lapuente PSOE

## Fêtes et traditions
- Semaine Sainte. Alcorisa est une de neuf localités qui font partie de la Route du tambour et de la grosse caisse. La rompida de la hora à minuit dans la nuit du jeudi au vendredi saint est particulièrement intéressante[pourquoi ?].
- La Semaine culturelle, a lieu quelques jours avant le 20 janvier, c'est fête de San-Sebastian, patron de la ville.
- Santa Cecilia. Le 22 novembre est célébré le jour de Santa Cecilia, patronne de la ville. Traditionnellement, un concert est célébré en son honneur réalisé par la bande municipale de la localité.
- San Jorge, le 23 avril.
- Fête du printemps, le 1er mai.
- Fête de San Pascual Baylon. Elle se déroule le 17 mai à l'église de San Pascual, avec une procession, une prière au saint et du « chocolat » donné en fin de la fête.
- Grands festivals en l'honneur de l'Exaltation de la Sainte Croix et de Notre Seigneur du Sépulcre Glorieux, sont célébrés entre le 12 et le 16 septembre; Le 15 au matin, une suite conduite par les bannières des rues et les autorités monte au Monte Calvario, accompagnée par les majas, la bande municipale et la comparsa de gigantes, au son de dulzaina et de tamboril.
- Semaine du sport Fin septembre et début octobre.
- La Fiesta de la Villa se déroule entre fin octobre et début novembre. Il est bisannuel et célébré les années impaires. Il commémore le 9 novembre 1605, date à laquelle le titre de « Villa fidèle et très illustre » a été accordé à Alcorisa.

## Gastronomie
Parmi les plats typiques d'Alcorisa, on trouve les judías con chorizo y morro (haricots au chorizo) Magras al tomate (Jambon et tomate), du lapin, du Ternasco (agneau), différentes saucisses de porc ou encore le fulladre typique (une pizza locale au jambon, tomates et ail).
Les pâtisseries typiques sont les misterios et les tortas de alma, bourrés de « cheveux d'ange » (fibres caramélisées de pulpe de fruit, presque toujours des fruits de la famille des cucurbitacées, itrouilles, chayotes, concombres, etc.). Parmi les bonbons, on peut citer la cazuela de Reyes (guirlache en forme de marmite remplie de galette et de meringue), ainsi que les piedrecicas del Calvario (guirlache aux amandes entières recouvertes de chocolat au lait).

## Personnalités liées à la commune
- Pedro García Ferrer (1583–1660), peintre baroque parti en 1640 au Mexique, accompagnant don Juan de Palafox et Mendoza, nommés évêque de Puebla. Il travailla comme architecte et peintre dans la cathédrale de Puebla.
- Valero Lecha (1894–1976), peintre qui a émigré au Salvador, considéré par certains[Qui ?] comme le père de la peinture salvadorienne.
- Andrés Álvaro García (né en 1947), archéologue et historien.
- José Félez Bernad (né en 1952), sculpteur